# Никитин, Михаил Георгиевич
Михаил Георгиевич Никитин (1875—1926) — русский купец, предприниматель и государственный деятель, коллежский регистратор. Городской голова города Саранска.

## Биография
Родился в 1875 году в Саранске в купеческой семье. 
Став тоже купцом,  занимался различной деятельностью: торговал лесом, поставлял камень для замощения саранских улиц, вместе с братом выкупил табачно-махорочную фабрику, открыв впоследствии «Торговый дом братьев Никитиных». 
С 1906 по 1917 годы Никитин был городским головой города Саранска и за этот большой период времени многое сделал для него. За годы его правления на средства города было открыто несколько новых учебных заведений: в декабре 1907 года — реальное училище для мальчиков, в сентябре 1909 года — вторая по счёту начальная женская школа, в октябре 1910 года — второе городское 4-классное мужское училище. В 1913 году появились мужское и женское начальные училища, в 1915 году начала действовать учительская семинария, в 1916 году — ремесленная школа. При нём городская лечебница переехала в новое отдельное здание, где в 1912 году открылось бесплатное родильное отделение. В 1908 году Михаил Никитин выступил с инициативой сбора пожертвований для установки в Саранске новых керосиновых фонарей, для чего он выделил и собственные средства. 

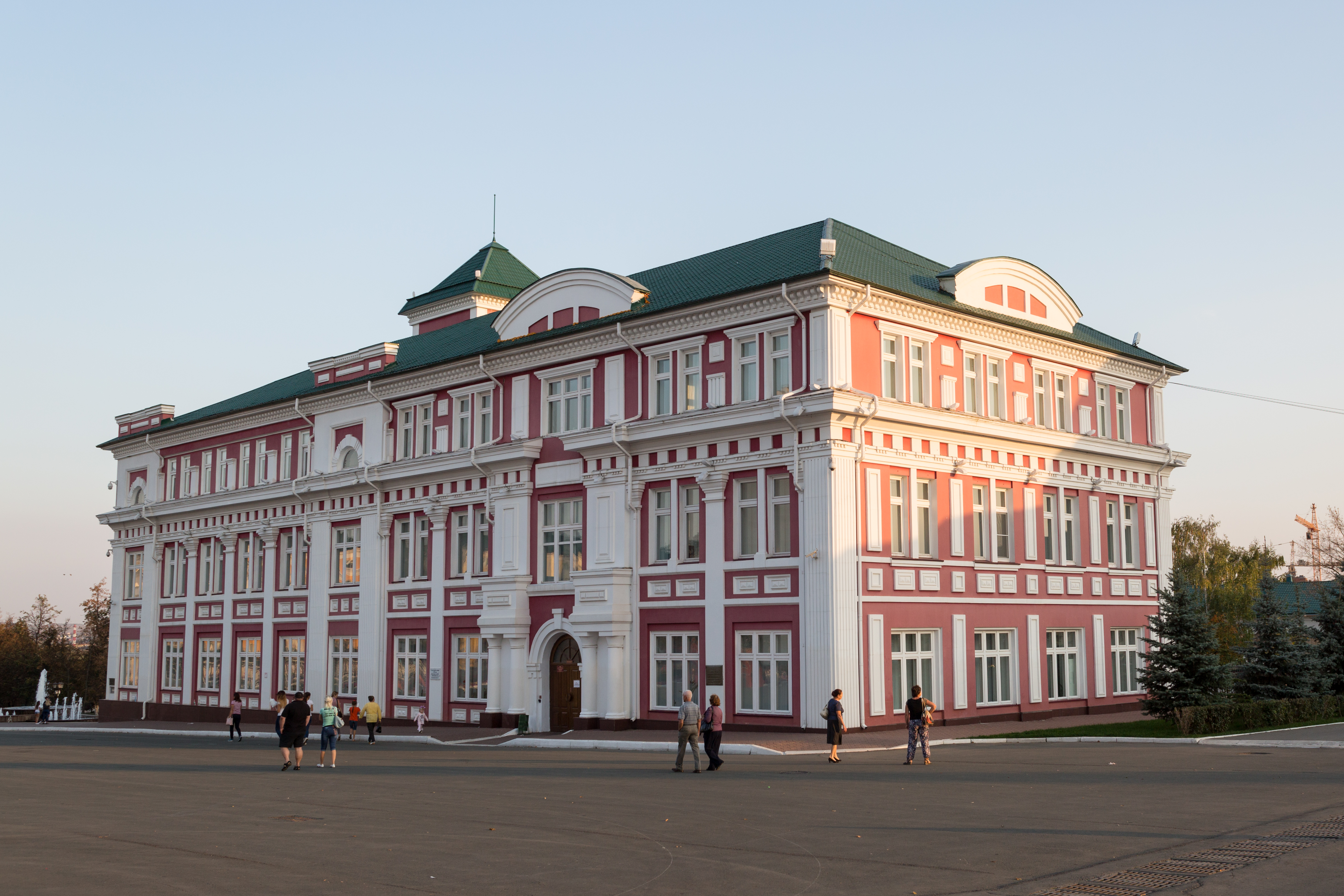
Здание администрации Саранска

После Февральской революции 1917 года в Саранске был создан Революционный комитет, председателем которого единогласно был избран М. Г. Никитин, который в это время был градоначальником. В члены комитета избрали А. П. Олферьева, В. И. Карабановича, Б. Н. Обухова, Н. И. Тутенкова, С. М. Полякова и других — всего 12 человек.
По настоящее время Администрация городского округа Саранск размещена в здании, которое в 1912 году построил Михаил Георгиевич Никитин.
Умер 30 декабря 1926 года в Саранске и был похоронен на Тихвинском кладбище города.